# Sucupira (Tocantins)
Sucupira es un municipio brasileño del estado del Tocantins. Se localiza a una latitud 11°59′36″ S y a una longitud 48°58′15″ O, estando a una altitud de 250 metros. Su población estimada en 2004 era de 1 331 habitantes.
Posee un área de 1229,91 km².